# Barakamon
Barakamon (ばらかもん lit. Persona tranquila?) es una serie de manga escrita e ilustrada por Satsuki Yoshino. Su serialización comenzó en la revista perteneciente a Square Enix, Gangan Online, en la edición de febrero de 2009. La historia sigue a Seishū Handa, un calígrafo que se traslada a las remotas islas Gotō, y sus diversas interacciones con la gente de la isla. 
Su spin-off titulado Handa-Kun (はんだくん Handa-kun?), comenzó su serialización en la edición de noviembre de 2013 de la revista Gekkan Shōnen Gangan de Square Enix. La adaptación a anime de Barakamon comenzó a transmitirse el 6 de julio de 2014 y terminó el 27 de septiembre de 2014.  Una adaptación a anime del spin-off Handa-kun comenzó a emitirse el 7 de julio de 2016.

## Argumento
Seishuu Handa es un calígrafo profesional, a pesar de su corta edad. Cuando un viejo crítico de una exposición critica su caligrafía por ser poco original («sacadas de un libro de texto»), Seishu se enoja y lo golpea. Debido a esto, su padre lo envía de retiro a la isla Gotō, cerca de Kyūshū. Allí conoce a los aldeanos, interactúa con ellos, y empieza a encontrar su propio estilo.
El título de la serie significa «persona tranquila» en el dialecto local, y al principio de la serie Handa es todo menos una.

## Personajes
Seishū Handa (半田 清舟 Handa Seishū?)
Voz por: Daisuke Ono
Es un maestro calígrafo de 23 años que dedica su vida al arte. Después de golpear al director de una galería por llamar «no original» a su caligrafía, es enviado por su padre a un pueblo de las islas Goto para relajarse. Es un adulto pueril, asustadizo y con un genio, resultado de su solitaria vida académica. Es amable a pesar del estereotipo típico de gente fría de los calígrafos en Japón. Cariñosamente es llamado Maestro (先生 Sensei?) por la gente del pueblo.
Naru Kotoishi (琴石 なる Kotoishi Naru?)
Voz por: Suzuko Hara
Una niña de 7 años de edad (6 en el inicio). Huérfana de sus dos padres y abuela (actualmente vive con su abuelo). Es enérgica, extrovertida y curiosa, que quiere a Seishū y disfruta la captura de bichos, de preferencia los Mekamuji. Ella visita a Seishū todos los días para jugar. Estudia su primer año en una escuela primaria local.
Miwa Yamamura (山村 美和 Yamamura Miwa?)
Voz por: Nozomi Furuki
Es una estudiante de segundo año de secundaria de 14 años de edad, con una personalidad un tanto infantil, y es amiga de Tamako y Naru. Estableció una pequeña casa abandonada como su base además de crear cinco copias de la llave de la misma, antes de que dicha casa fuese atribuida a Seishū; una de las cuales se perdió en las montañas de detrás de su casa. Naru aprendió muchas cosas extrañas al imitarla (principalmente cosas que no debería saber para su edad), debido a lo cual Seishū la regañó. Forma parte del club de Sóftbol, aparte de ser buena jugando el básquetbol.
Tamako Arai (新井 珠子 Arai Tamako?)
Voz por: Rumi Ōkubo
Estudiante de segundo año de secundaria. 14 años de edad. Es amante del manga desde su niñez y recientemente comenzó con el objetivo de ser un artista de manga. Es fujoshi y ha estado luchando contra su interés en el yaoi desde que se mudó Handa. Es propietaria de una de las copias de la llave de la casa de Seishū.
Hiroshi Kido (木戸 浩志 Kido Hiroshi?)
Voz por: Kōki Uchiyama
Hijo del jefe del pueblo. Es un estudiante de tercero de secundaria que odia estar en la media de todo, desde su apariencia, calificaciones, deportes hasta otras actividades. Entrega comida a la casa de Handa y, a veces la cocina. A él le gusta pescar, y tiene como objetivo al hisanwo, cuando pesca con otros. También es dueño de una de las llaves a la casa de Seishū.
Takao Kawafuji (川藤 鷹生 Kawafuji Takao?)
Voz por: Junichi Suwabe
El único amigo de Seishu desde la secundaria y marchante de arte. Él organiza el trabajo de caligrafía de Handa y otras de sus necesidades. Dice que da prioridad a Handa por sus habilidades como una máquina de hacer dinero, pero en realidad se preocupa profundamente por él.

## Media

### Manga
Barakamon comenzó su serialización en la edición de febrero de 2009 de Square Enix de Gangan Online. El primer volumen tankōbon fue lanzado el 22 de julio de 2009; dieciséis volúmenes han sido lanzados hasta el 21 de diciembre de 2017.
Un manga spin-off, titulado Handa-Kun, escrito e ilustrado también por Satsuki Yoshino, comenzó su serialización en Monthly Shonen Gangan de Square Enix en la edición de noviembre de 2013. Se centra en la vida de Seishū cuando era estudiante de secundaria, seis años antes de Barakamon. El primer volumen tankōbon se lanzó el 21 de junio de 2014; la serie constó de cuatro volúmenes que fueron lanzados desde el 12 de agosto de 2015. El spin-off terminará en la edición de julio de 2016 de la revista Monthly Shonen Gangan, que está programada para salir el 11 de junio de 2016.

### Barakamon: Mijikamon
Barakamon: Mijikamon (みじかもん?), también conocido como Barakamon Specials, es una animación web compuesta por 13 episodios cortos. Dicha animación, realizada en formato chibi, fue lanzada en el canal de YouTube de la serie. El primero, llamado Episodio 0, es una introducción al anime. Los doce restantes se corresponden con cada uno de los episodios del anime.

### Anime
Una adaptación a anime de Kinema Citrus comenzó a emitirse el 5 de julio de 2014. El opening es «Rashisa» (ら し さ), interpretado por Super Beaver, y el ending es «Innocence» de NoisyCell.

#### Lista de episodios
| #  | Título | Estreno                  |
| -- | --- | ------------------------ |
| 1  | «Chico alegre» «Barakakodon /Genkina Kodomo» (ばらかこどん /元気な子供)                                                  | 6 de julio de 2014       |
| 2  | «Molesto» «Yakamashika /Urusai» (やかましか /うるさい)                                                                   | 13 de julio de 2014      |
| 3  | «Mochi lanzado en celebración» «Hitonmochi /Oiwai de nagerareru Mochi» (ひとんもち /お祝いで投げられる餅)                | 20 de julio de 2014      |
| 4  | «Padres de la Isla» «Shiman ontsandon /Shima no Oyajitachi» (しまんおんつぁんどん /島の親父たち)                         | 27 de julio de 2014      |
| 5  | «Yendo a nadar a la playa» «Un ni oegii /Umi ni oyogi ni iku» (うんにおえぎいっ /海に泳ぎに行く)                         | 3 de agosto de 2014      |
| 6  | «Chicos de Tokio» «Yosonmon /Toukyou kara kita Yatsura» (よそんもん /東京から来た奴ら)                                   | 10 de agosto de 2014     |
| 7  | «Un pescado de alto grado» «Hisan-Iwo /Koukyuuna Sakana» (ひさんいを /高級な魚)                                          | 17 de agosto de 2014     |
| 8  | «Canto de danza budista» «Onde /Nenbutsu Odori» (オンデ /念仏踊り)                                                       | 24 de agosto de 2014     |
| 9  | «Fue casi seriamente lesionado» «Okega Makucchishita /Ookega shisouni natta» (おけがまくっちした /大怪我しそうになった)) | 6 de septiembre de 2014  |
| 10 | «Vamos todos juntos» «Dacchi Ikode/ Minna de ikou» (だっちいこで /みんなで行こう)                                        | 13 de septiembre de 2014 |
| 11 | «Soy Tokio» «Toukyou ni imasu/ Yoseo» (東京にいます /よせおっ)                                                           | 20 de septiembre de 2014 |
| 12 | «Contento de que estás de vuelta» «Kaette Kite Urishika» (かえってきてうりしか)                                          | 27 de septiembre de 2014 |

### Handa-kun
Una adaptación a anime de Handa-kun fue anunciada en el sitio web de Gangan Online de Square Enix el 1 de febrero de 2016. Comenzó a emitirse el 8 de julio de 2016 en TBS y BS-TBS, producida por el estudio Diomedea.

#### Lista de episodios
| Núm. | Título | Fecha de emisión         |
| ---- | --- | ------------------------ |
| 1    | «Handa y la amistad de una chica» «Handa-kun to On'na no Yūjō» (半田くんと女の友情)                       | 8 de julio de 2016       |
| 2    | «Handa y la continuación del primer episodio» «Handa-kun to 1ban no Tsuzuki» (半田くんと1話の続き)        | 15 de julio de 2016      |
| 2    | «Handa y el presidente» «Handa-kun to Iinchō» (半田くんと委員長)                                          | 15 de julio de 2016      |
| 2    | «Handa y el modelo» «Handa-kun to Moderu» (半田くんとモデル)                                              | 15 de julio de 2016      |
| 3    | «Handa y el ausente» «Handa-kun to Futōko» (半田くんと不登校)                                             | 22 de julio de 2016      |
| 3    | «Handa y las clases de cocina» «Handa-kun to Chōri Jisshū» (半田くんと調理実習)                           | 22 de julio de 2016      |
| 3    | «Handa y el mejor amigo» «Handa-kun to Shinyū» (半田くんと親友)                                           | 22 de julio de 2016      |
| 4    | «¿Handa y Handa?» «Handa-kun to Handa-kun?» (半田くんと半田くん？)                                        | 29 de julio de 2016      |
| 4    | «Handa y los celos de una mujer» «Handa-kun to Onna no Shitto» (半田くんと女の嫉妬)                       | 29 de julio de 2016      |
| 4    | «Handa y la sociabilidad» «Handa-kun to Shakō Sei» (半田くんと社交性)                                     | 29 de julio de 2016      |
| 5    | «Handa y el consejo estudiantil» «Handa-kun to Seito Kai» (半田くんと生徒会)                              | 5 de agosto de 2016      |
| 5    | «Handa y la pérdida de memoria» «Handa-kun to Kioku Sōshitsu» (半田くんと記憶喪失)                        | 5 de agosto de 2016      |
| 6    | «Handa y el amigo de un amigo» «Handa-kun to Tomodachi no Tomodachi» (半田くんと友達の友達)               | 12 de agosto de 2016     |
| 6    | «Handa y Dash Higashino» «Handa-kun to Dasshu Higashino» (半田くんとダッシュ東野)                         | 12 de agosto de 2016     |
| 6    | «Handa y la quiromancia» «Handa kun to Tesō Uranai» (半田くんと手相占い)                                  | 12 de agosto de 2016     |
| 7    | «Handa y el examen suplementario» «Handa-kun to Tsuishi» ( 半田くんと追試 )                               | 19 de agosto de 2016     |
| 7    | «Handa y la biblioteca» «Handa-kun to Tosho Shitsu» (半田くんと図書室)                                    | 19 de agosto de 2016     |
| 8    | «Handa y el viaje escolar» «Handa-kun to Shūgakuryokō» (半田くんと修学旅行)                               | 26 de agosto de 2016     |
| 9    | «Handa y los sapos» «Handa-kun to kaeru» (半田くんと帰る)                                                 | 2 de septiembre de 2016  |
| 9    | «Handa y los acosadores » «Handa-kun to sutōkā» (半田くんとストーカー)                                    | 2 de septiembre de 2016  |
| 10   | «Handa y el tipo norrmal» «Handa-kun to heibon» (半田くんと平凡)                                          | 9 de septiembre de 2016  |
| 10   | «Handa y el Bishōjo» «Handa-kun to bishōjo» (半田くんと平凡 半田くんと美少女)                             | 9 de septiembre de 2016  |
| 11   | «Handa y los preparativos para el festival cultural» «Handa-kun to bunkasai junbi» (半田くんと文化祭準備) | 16 de septiembre de 2016 |
| 12   | «Handa y el festival cultural» «Handa-kun to bunkasai» (半田くんと文化祭)                                 | 23 de septiembre de 2016 |

## Recepción
El 14º volumen de Barakamon ha vendido 184.157 copias en su semana de lanzamiento, siendo el 4º manga más vendido durante esa semana en territorio japonés. Durante el mes de diciembre de 2016 fue el 12º tomo más vendido en Japón, con 274.560 copias.
El 6º tomo de Handa-kun ha sido el 14º manga más vendido en Japón durante el mes de julio de 2016, con 222.319 copias. Por su parte, el 7º tomo, fue el 17º más vendido durante septiembre del mismo año, con 157.020 vendidas.